# Tania Vázquez
Tania Vázquez (née Tania Elizabeth Vázquez le 31 juillet 1977 à Nayarit, Mexique), est une actrice et un mannequin mexicain.

## Carrière
Tania Vázquez a étudié au Centre d'Éducation Artistique de Televisa (CEA). Elle a suivi un cours de comédie avec Patricia Reyes Spíndola.
Sa première prestation est dans la pièce de théatre Perro callejero en 1996. L'année suivante, elle participe au concours de Miss Costa Maya Internacional qui a lieu à Belice.
Sa carrière dans les telenovelas commence avec la telenovela Maria Isabel qui est suivie de Amor gitano, Mujeres engañadas, Rayito de luz, Amor real, Rubí, Inocente de ti, Duelo de pasiones, La fea más bella et Yo amo a Juan Querendón.
Elle anime des émissions comme La familia Peluche, Casos de la vida real, ¿Qué nos Pasa?. Elle participe à Hoy, VidaTV , Eco Moda y Lóreal. Elle fait une incursion à la revue Pandora aussi.
Tania participe à des pièces de théâtre comme La casa de Bernarda Alba dans laquelle elle interprète le personnage d'Adela. Peu de temps auparavant, elle joue La Barbería.
Elle tourne dans diverses publicités. Elle a été mannequin pour José Luis Abarca, Sara Bustani, Héctor terrones et Marcel.
En 2007, elle participe à la telenovela Al diablo con los guapos, produite par Angelli Nesma dans le rôle d'Andrea.

## Filmographie

### Telenovelas
- 1997-1998 : María Isabel : Sonia
- 1999 : Amor gitano : participation spéciale
- 1999-2000 : Mujeres engañadas : Aracely
- 2000-2001 : Rayito de luz : Catalina Cienfuegos
- 2003 : Amor real : Adelaida
- 2003 : Amar otra vez : participation spéciale comme mannequin
- 2004 : Rubí : Sofía Cárdenas Ruiz
- 2004-2005 : Inocente de ti : Pilar
- 2006 : Duelo de pasiones : Carla Sánchez
- 2006 : La fea más bella : Fátima Bosch
- 2007 : Yo amo a Juan Querendón : Herlinda
- 2007-2008 : Al diablo con los guapos : Andrea
- 2008-2009 : Mañana es para siempre : Venus-Lovely Norton
- 2010 : Hasta que el dinero nos separe : Roxana Ferrón García "Roxanita"
- 2011 : Esperanza del corazón : Camila Moreno
- 2012-2013 :Te presento a Valentín : Karen
- 2013 : Corazón indomable : Mariana de la Colina
- 2013-2014 : Quiero amarte : Carolina Rivera
- 2014 : Hasta el fin del mundo : Valentina

### Séries de télévision
- 1985 : Mujer, casos de la vida real
- 2005-2008 :  Vecinos : Claudia